# Гакслі (Техас)
Гакслі (англ. Huxley) — місто (англ. city) в США, в окрузі Шелбі штату Техас. Населення — 361 особа (2020).

## Географія
Гакслі розташоване за координатами 31°43′51″ пн. ш. 93°52′23″ зх. д. / 31.73083° пн. ш. 93.87306° зх. д. (31.730965, -93.872980).  За даними Бюро перепису населення США в 2010 році місто мало площу 5,40 км², з яких 5,29 км² — суходіл та 0,11 км² — водойми.

## Демографія
Згідно з переписом 2010 року, у місті мешкало 385 осіб у 179 домогосподарствах у складі 128 родин. Густота населення становила 71 особа/км².  Було 291 помешкання (54/км²).
Расовий склад населення:
| - 91,2 % — білих - 5,2 % — чорних або афроамериканців - 1,8 % — осіб інших рас |

До двох чи більше рас належало 1,8 %. Частка іспаномовних становила 4,4 % від усіх жителів.
За віковим діапазоном населення розподілялося таким чином: 16,4 % — особи молодші 18 років, 48,5 % — особи у віці 18—64 років, 35,1 % — особи у віці 65 років та старші. Медіана віку мешканця становила 55,1 року. На 100 осіб жіночої статі у місті припадало 87,8 чоловіків;  на 100 жінок у віці від 18 років та старших — 92,8 чоловіків також старших 18 років.
Середній дохід на одне домашнє господарство  становив 54 537 доларів США (медіана — 41 563), а середній дохід на одну сім'ю — 67 047 доларів (медіана — 51 111). Медіана доходів становила 60 750 доларів для чоловіків та 27 188 доларів для жінок. За межею бідності перебувало 17,5 % осіб, у тому числі 16,7 % дітей у віці до 18 років та 22,3 % осіб у віці 65 років та старших.
Цивільне працевлаштоване населення становило 115 осіб. Основні галузі зайнятості: будівництво — 21,7 %, сільське господарство, лісництво, риболовля — 17,4 %, освіта, охорона здоров'я та соціальна допомога — 14,8 %.